# Автомагістраль A28 (Нідерланди)
Автомагістраль A28 — автомагістраль у Нідерландах. Її довжина становить приблизно 188 кілометрів.
A28 перетинає нідерландські провінції Утрехт, Гелдерланд, Оверейсел, Дренте та Гронінген. Дорога з'єднує міста Утрехт, Амерсфорт, Зволле, Ассен і Гронінген.

## Огляд

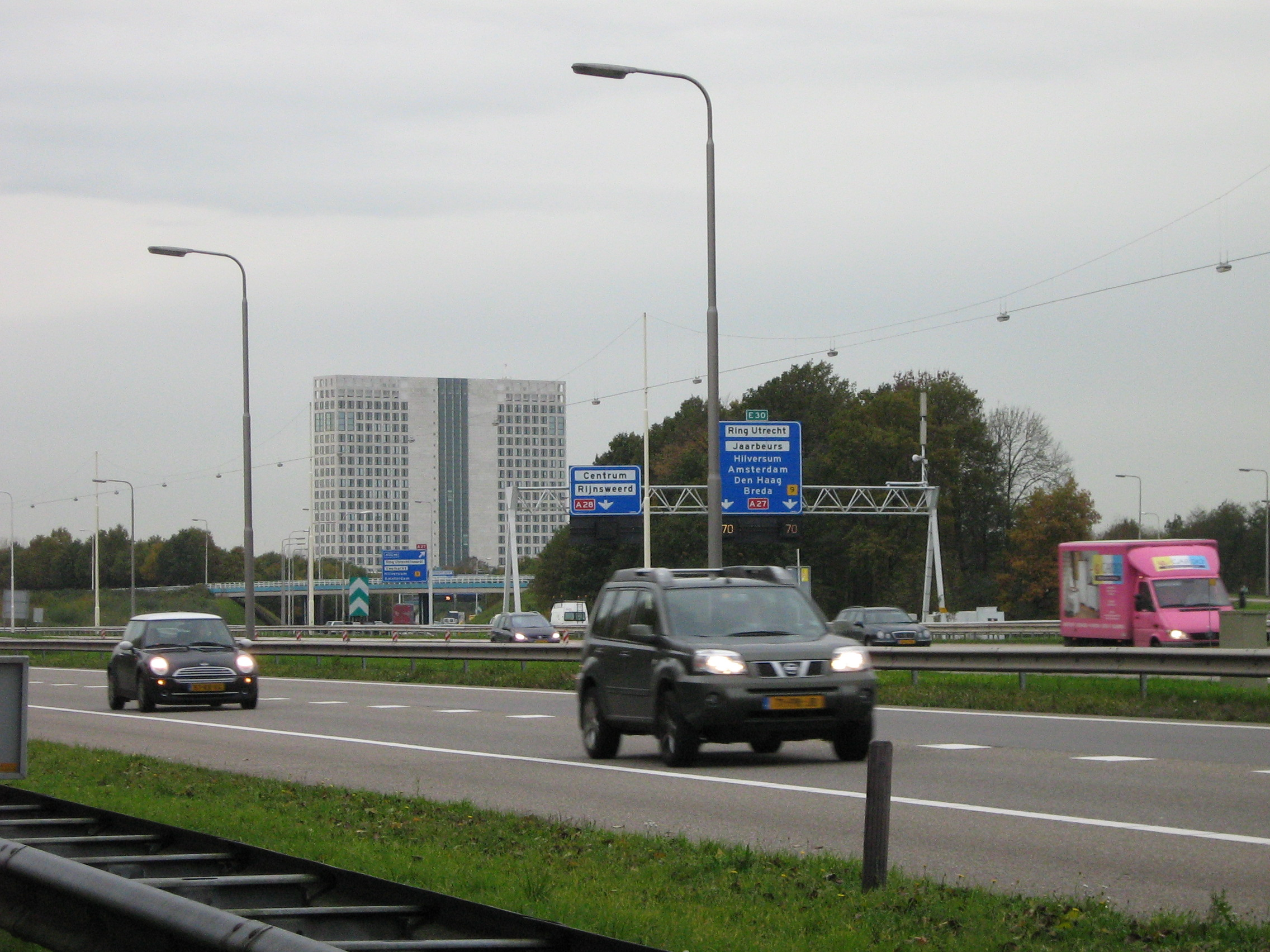
A28 біля розв'язки Rijnsweerd.

Південна кінцева станція автомагістралі A28 знаходиться в місті Утрехт, на перетині з Ватерлінівег, важливою магістральною дорогою через східну частину міста. Основні розв’язки автомагістралей можна знайти на розв’язках Rijnsweerd біля Утрехта (A27), Hoevelaken біля Amersfoort (A1), Hattemerbroek біля Zwolle (автомагістраль A50 / шосе N50), Lankhorst біля Meppel (A32) і Hoogeveen біля Hoogeveen (A37). Північна кінцева станція знаходиться на регульованому світлофором перехресті Julianaplein біля Гронінгена (автомагістраль A7 / шосе N7).
Проте A28 не є найпрямішим сполученням між Утрехтом і Гронінгеном. Маршрут через Лелістад і Херенвен, слідуючи A27, A6 і A7, приблизно на 10 кілометрів коротший. Щоб уникнути плутанини, на південній кінцевій частині автомагістралі не стоїть знак Гронінген. Гронінген вперше з'являється на знаках біля виїзду Soesterberg.
Автомагістраль A28 зазвичай має смуги 2x2, за винятком короткої ділянки на схід від Утрехта, де дозволено бігати в години пік, а також ділянки між розв’язками Hattemerbroek (A50/N50) і Lankhorst (A32). У місті Зволле в середній частині додано вузькі додаткові смуги, які можна відкрити залежно від потоку транспорту, тоді як між виїздом 21 і перехрестям Ланкхорст є три постійні смуги.

## Європейський маршрут
Між розв’язкою Hoevelaken біля Амерсфорта та кінцевою зупинкою на Julianaplein у Гронінгені A28 також є європейським маршрутом: E232. Ця ділянка A28 є повним маршрутом E232; E232 не складається з жодної іншої дороги чи ділянки.